# Telegraaf Dunhill Golf Trophy
De Telegraaf (Alfred) Dunhill Golf Trophy is het grootste jaarlijkse golftoernooi voor amateurs in Nederland.
De eerste editie werd in 1986 gespeeld. Sinds het begin zijn de Telegraaf en Alfred Dunhill, vertegenwoordigd door Piet van Kleef, de hoofdsponsors geweest. Toen het toernooi begon, waren er 30.000 golfers in Nederland, in 2001, toen de 15de editie werd gespeeld, waren dat er 200.000. In dat jaar werd er voor het eerst een wildcard uitgeloofd voor het Alfred Dunhill Links Championship, dat toen in Schotland voor het eerst gespeeld werd.
Alleen in 2011 werd het toernooi niet gespeeld. In 2012 werd de 25ste editie gespeeld. Nieuw was toen dat er op vijf clubs een voorronde werd georganiseerd voor spelers die niet via een eigen club een kwalificatie kunnen spelen.
Iedere speler betaalt € 10 inschrijfgeld, hetgeen wordt overgemaakt aan de Laureus Foundation die zich inzet om de leefsituatie van kinderen in achterstandsituaties te verbeteren middels sport. Een paar keer heeft de Johan Cruijff Foundation de opbrengst gekregen.

## Kwalificatie
Voorronde
Alle clubs in Nederland kunnen in de maand mei een toernooi organiseren waarvan de winnaar zich plaatst voor een van de landelijke halve finales. Dit kan een clubkampioenschap zijn, een maandbeker of een ander toernooi dat de club hiervoor organiseert. In totaal doen hieraan ongeveer 2500 spelers mee. 
Halve finale
De halve finale wordt eind augustus of begin september op tien banen in Nederland gespeeld:
- De Nederlandse clubkampioenen speelden een eigen strokeplay kwalificatietoernooi op Het Rijk van Nijmegen. De beste twee mannen en beste twee vrouwen mogen naar Schotland.
- Aan de andere negen halve finales doen de winnaars mee van de voorronden, die in stableford gespeeld worden. Er wordt in twee categorieën gespeeld, handicap 0-14 en 14.1-24.0; de beste twee van iedere toernooi mogen mee naar Schotland.

Finale
Op de dag na het in 2001 opgerichte Alfred Dunhill Links Championship, eind september of begin oktober, spelen de Nederlandse finalisten hun finale op de Old Course van St Andrews, een van de beroemdste banen van Schotland.

## Winnaars
De bekendste winnaar is Jurrian van der Vaart. Hij was 15 jaar toen hij clubkampioen werd van Golfclub de Koepel, en vervolgens zich kwalificeerde voor de finale in Schotland. Hij had toen nog handicap 4,7 en scoorde in de finale netto -1.